# Finnmarksvidda
Il Finnmarksvidda è un altopiano montuoso situato nella regione del Finnmark, posizionata nella parte più settentrionale della Norvegia; al confine con la Finlandia.
Questa regione è attraversata dal fiume Alta ed è puntellata da migliaia di laghetti di piccola e media grandezza il più grande dei quali si chiama Iešjávri. Il centro abitato principale è Kautokeino ma esiste anche un altro piccolo paesino più a Est:Karasjok. L'altopiano ospita anche un parco naturale (l'Øvre Anarjohka ).